# Saison 2020 de la Première ligue de soccer du Québec
Navigation
PLSQ 2019 PLSQ 2021
La saison 2020 de la Première ligue de soccer du Québec est la 9e édition du championnat, créé en 2012. Le plus haut niveau du football au Québec (et le 3e niveau du football canadien), le championnat est organisé par Soccer Québec. 6 équipes s'opposent pendant le championnat. Lors de cette saison, l'AS Blainville défend son titre contre cinq équipes dont le Celtix du Haut-Richelieu et le Ottawa South United qui ont nouvellement rejoint le championnat. Au départ, 9 équipes devait se départager le championnat, avant que la Pandémie de Covid-19 change les plans de la saison.
Une place qualificative pour le Championnat canadien de soccer est attribuée par le biais de la Première ligue. Le Championnat canadien permet d’accéder à la Ligue des champions de la CONCACAF.
Le 23 mars 2020, Soccer Québec annonce le report du début de la saison en raison de la pandémie de la maladie du Coronavirus. Le 3 juillet, la ligue annonce la reprise des activités pour le mois d'août jusqu'au mois d'octobre. Finalement, en raison de nouvelles directives du Gouvernement du Québec, la saison se termine abruptement le 27 septembre 2020.

## Participants
Un total de neuf équipes participent au championnat, sept d'entre elles étant déjà présentes la saison précédente, auxquelles s'ajoute le Celtix du Haut-Richelieu et le Ottawa South United,. Parmi ces clubs, l'AS Blainville est le seul club à avoir participé au championnat depuis la saison inaugurale en 2012.
Le 13 juillet, la PLSQ annonce un championnat abrégé avec seulement 6 équipes. Le CS Monteuil, CS Mont-Royal Outremont et FC Lanaudière décident de ne pas participer à cette édition du championnat. Ces clubs ne sont pas pénalisés pour leurs retraits. De plus, à cause des changements faits à l'édition 2020 du Championnat canadien, la première place de cette saison ne donne pas accès à l'édition 2021 du Championnat canadien. L'AS Blainville, vainqueur de la Première ligue en 2019, va donc participer au Championnat canadien en 2021.
| Club                     | Participe depuis | Classement 2019 | Entraîneur          | Ville                                |
| ------------------------ | ---------------- | --------------- | ------------------- | ------------------------------------ |
| AS Blainville            | 2012             | 1er             | Emmanuel Macagno    | Blainville, Laurentides              |
| CS Mont-Royal Outremont  | 2013             | 2e              | Luc Brutus          | Mont-Royal, Montréal                 |
| CS Fabrose               | 2018             | 4e              | Samir Hadji         | Laval, Laval                         |
| CS Saint-Hubert          | 2017             | 5e              | François Bourgeais  | Saint-Hubert, Montérégie             |
| CS Monteuil              | 2019             | 6e              | Antoine Katako      | Laval, Laval                         |
| FC Lanaudière            | 2016             | 7e              | Kévin Mendes Duarte | Lanaudière                           |
| CS Longueuil             | 2014             | 8e              | Christophe Vollard  | Longueuil, Montérégie                |
| Celtix du Haut-Richelieu | 2020             | -               | David Sauvry        | Saint-Jean-sur-Richelieu, Montérégie |
| Ottawa South United      | 2020             | -               | -                   | Ottawa, Ontario                      |

Légende des couleurs
- Premier tour du Championnat canadien de soccer 2021
- Retrait de la compétition à la suite du retour du championnat après la Covid-19

## Changements d’entraîneurs
| Club                     | Entraineur(s) partant(s) | Motif du départ  | Date de départ  | Position lors du départ | Entraineur(s) arrivant(s) | Date d'arrivée  |
| ------------------------ | ------------------------ | ---------------- | --------------- | ----------------------- | ------------------------- | --------------- |
| Celtix du Haut-Richelieu | Aucun poste              | Aucun poste      | Aucun poste     | Pré-saison              | David Sauvry              | 8 novembre 2019 |
| CS Fabrose               | David Cerasuolo          | Fin de l'intérim | 7 décembre 2019 | Pré-saison              | Antoine Katako            | 7 décembre 2019 |

## Compétition

### Règlement
Le classement est calculé avec le barème de points suivant: un match gagné vaut trois points, un match nul vaut un point et une défaite vaut aucun point.
Le départage du classement au cas où une égalité survienne  est déterminé selon six critères
1. le plus grand nombre de points obtenus ;
2. le plus grand nombre de points obtenues dans les matchs entre les équipes concernées ;
3. la différence de buts particulière dans les matchs entre les équipes concernées ;
4. le plus grand nombre de victoires ;
5. la meilleure différence de buts générale ;
6. le plus grand nombre de buts marqués ;

Si l'égalité persiste pour la première place, un match de barrage est organisé pour départager le gagnant. Pour les autres positions du classement, les clubs concernées seront considérés égaux.
Le club qui remporte la Première ligue est sacré champion du Québec.

### Classement
Classement définitif de la saison 2020. La saison est arrêtée à la 8e journée en raison de la pandémie de Covid-19 au Québec. Les points sont remplacés par le quotient des points par match pour tenir compte des matchs en mains de plusieurs équipes.
| Rang | Équipe                   | Pts        | J | G | N | P | Bp | Bc | Diff |
| ---- | ------------------------ | ---------- | - | - | - | - | -- | -- | ---- |
| 1    | AS Blainville T          | 19 (2,375) | 8 | 6 | 1 | 1 | 21 | 8  | +13  |
| 2    | Ottawa South United      | 14 (2,000) | 7 | 4 | 2 | 1 | 17 | 9  | +8   |
| 3    | Celtix du Haut-Richelieu | 12 (1,500) | 8 | 4 | 0 | 4 | 10 | 14 | -4   |
| 4    | CS Saint-Hubert          | 10 (1,250) | 8 | 3 | 1 | 4 | 16 | 22 | -6   |
| 5    | CS Longueuil             | 6 (0,857)  | 7 | 2 | 0 | 5 | 8  | 12 | -4   |
| 6    | CS Fabrose               | 3 (0,500)  | 6 | 1 | 0 | 5 | 8  | 15 | -7   |
|      | CS Monteuil              | 0          | 0 | 0 | 0 | 0 | 0  | 0  | 0    |
|      | CS Mont-Royal Outremont  | 0          | 0 | 0 | 0 | 0 | 0  | 0  | 0    |
|      | FC Lanaudière            | 0          | 0 | 0 | 0 | 0 | 0  | 0  | 0    |

Compétition
- Non-participation après le Covid-19

Abréviations
- T : Tenant du titre

### Résultats
| Résultats (▼dom., ►ext.)                                   | ASB  | CHR  | CSF  | CSL  | CSM | CSMRO | CSSH | FCL | OSU  |
| AS Blainville                                              |      | 3-0  | 1-2  | 3-1  |     |       | Ann. |     | 3-2  |
| Celtix du Haut-Richelieu                                   | 0-2  |      | 3-2  | 1-0  |     |       | 3-1  |     | Ann. |
| CS Fabrose                                                 | Ann. | 1-2  |      | 0-2  |     |       | 2-3  |     | 1-2  |
| CS Longueuil                                               | 1-3  | Ann. | Ann. |      |     |       | 2-3  |     | 1-2  |
| CS Monteuil                                                |      |      |      |      |     |       |      |     |      |
| CS Mont-Royal Outremont                                    |      |      |      |      |     |       |      |     |      |
| CS Saint-Hubert                                            | 1-5  | 3-1  | Ann. | 0-1  |     |       |      |     | 2-2  |
| FC Lanaudière                                              |      |      |      |      |     |       |      |     |      |
| Ottawa South United                                        | 1-1  | 2-0  | Ann. | Ann. |     |       | 6-1  |     |      |
| - Victoire à domicile - Match nul - Victoire à l'extérieur |      |      |      |      |     |       |      |     |      |

Ann. : Annulée

## Statistiques

### Domicile et extérieur
| Rang | Équipe                   | Pts | J | G | N | P | Bp | Bc | Diff |
| ---- | ------------------------ | --- | - | - | - | - | -- | -- | ---- |
| 1    | AS Blainville            | 9   | 4 | 3 | 0 | 1 | 10 | 5  | +5   |
| 2    | Celtix du Haut-Richelieu | 9   | 4 | 3 | 0 | 1 | 7  | 5  | +2   |
| 3    | Ottawa South United      | 7   | 3 | 2 | 1 | 0 | 9  | 2  | +7   |
| 4    | CS Saint-Hubert          | 4   | 4 | 1 | 1 | 2 | 6  | 9  | -3   |
| 5    | CS Longueuil             | 0   | 3 | 0 | 0 | 2 | 4  | 7  | -3   |
| 6    | CS Fabrose               | 0   | 4 | 0 | 0 | 4 | 4  | 11 | -7   |
|      | CS Monteuil              | 0   | 0 | 0 | 0 | 0 | 0  | 0  | 0    |
|      | CS Mont-Royal Outremont  | 0   | 0 | 0 | 0 | 0 | 0  | 0  | 0    |
|      | FC Lanaudière            | 0   | 0 | 0 | 0 | 0 | 0  | 0  | 0    |

| Rang | Équipe                   | Pts | J | G | N | P | Bp | Bc | Diff |
| ---- | ------------------------ | --- | - | - | - | - | -- | -- | ---- |
| 1    | AS Blainville            | 10  | 4 | 3 | 1 | 0 | 11 | 3  | +8   |
| 2    | Ottawa South United      | 7   | 4 | 2 | 1 | 1 | 8  | 7  | +1   |
| 3    | CS Saint-Hubert          | 6   | 4 | 2 | 0 | 2 | 10 | 13 | -3   |
| 4    | CS Longueuil             | 6   | 4 | 2 | 0 | 2 | 4  | 4  | 0    |
| 5    | CS Fabrose               | 3   | 2 | 1 | 0 | 1 | 4  | 4  | 0    |
| 6    | Celtix du Haut-Richelieu | 3   | 4 | 1 | 0 | 3 | 3  | 9  | -6   |
|      | CS Monteuil              | 0   | 0 | 0 | 0 | 0 | 0  | 0  | 0    |
|      | CS Mont-Royal Outremont  | 0   | 0 | 0 | 0 | 0 | 0  | 0  | 0    |
|      | FC Lanaudière            | 0   | 0 | 0 | 0 | 0 | 0  | 0  | 0    |

### Évolution du classement
Ce tableau présente l'évolution du classement au fil des dix-huit journées de compétition.
Mise à jour : 10 octobre 2020
| Journées →           | 1 | 2 | 3 | 4 | 5 | 6 | 7 | 8 | 9 | Lead |
|                      |   |   |   |   |   |   |   |   |   |      |
| -------------------- | - | - | - | - | - | - | - | - | - | ---- |
| Blainville           | 1 | 1 | 2 | 2 | 1 | 1 | 1 | 1 | 1 | 7    |
| Ottawa               | 4 | 4 | 4 | 4 | 3 | 2 | 2 | 2 | 2 |      |
| Haut-Richelieu       | 6 | 3 | 3 | 1 | 2 | 3 | 3 | 3 | 3 | 1    |
| Saint-Hubert         | 2 | 2 | 1 | 3 | 4 | 4 | 4 | 4 | 4 | 1    |
| Longueuil            | 5 | 6 | 6 | 6 | 5 | 5 | 5 | 5 | 5 |      |
| Fabrose              | 3 | 5 | 5 | 5 | 6 | 6 | 6 | 6 | 6 |      |
| Monteuil             |   |   |   |   |   |   |   |   |   |      |
| Mont-Royal Outremont |   |   |   |   |   |   |   |   |   |      |
| Lanaudière           |   |   |   |   |   |   |   |   |   |      |

En gras et italique, les équipes comptant un match en retard (exemple : 6 pour Monteuil à l’issue de la 13e journée) ; en gras, italique et souligné, celles en comptant deux (exemple: 6 pour Monteuil à l’issue de la 14e journée).

### Classement des buteurs
Les buteurs sont classés selon le nombre de buts par parties jouées.
|    | Buteur                | Club                     | Buts |
| -- | --------------------- | ------------------------ | ---- |
| 1  | Samuel Salter         | AS Blainville            | 8    |
| 2  | Stefan Karajovanovic  | Ottawa South United      | 7    |
| 3  | Charles-David Martel  | CS Saint-Hubert          | 5    |
| 4  | Gabriel Bitar         | Ottawa South United      | 4    |
| 5  | Corentin Artaillou    | Celtix du Haut-Richelieu | 4    |
| 6  | Pierre-Rudolph Mayard | AS Blainville            | 3    |
| 7  | Nicolas Bertrand      | AS Blainville            | 3    |
| 8  | Daniel Assaf          | Ottawa South United      | 3    |
| 9  | Riad Bey              | CS Fabrose               | 2    |
| 10 | Mohamed Hany Saidi    | CS Fabrose               | 2    |